# Sammi Davis
Sammi Davis (Kidderminster, Worcestershire; 21 de junio de 1964) es una actriz británica.
Obtuvo buenas críticas por su actuación en The Rainbow (1989), de Ken Russell.
Tuvo papeles importantes en A prayer for the dying (1987, de Mike Hodges) y Hope and Glory (1987, de John Boorman) y también un papel protagónico en la serie de televisión estadounidense Homefront (1991-1993), ganadora de un premio Emmy.
Davis se casó con el director Kurt Voss, y tienen una hija.
Tuvo que cambiar su nombre a Sammi Davis-Voss.
Tras pasar un par de años fuera de la industria cinematográfica para criar a su familia, volvió al cine con un cameo en la serie estadounidense de televisión Lost, haciendo el papel de madre del personaje del actor Dominic Monaghan.

## Filmografía selecta
- Soft toilet seats (1999)
- Woundings (1998)
- Stand-ins (1997)
- Four Rooms (1995)
- Shadow of China (1990)
- Horseplayer (1990)
- The Rainbow (1989)
- The Lair of the White Worm (1988)
- Consuming Passions (1988)
- A Prayer for the Dying (1987)
- Hope and Glory (1987)
- Mona Lisa (1986)